# 莫里彗星
莫里彗星（115P/Maury）是一顆木星族週期彗星，由亞蘭·莫里（Alain Maury）於1985年8月16日在帕洛瑪天文台發現。當這顆彗星在1985年9月6日首次被宣布發現時，帕洛瑪天文台的其他觀察者很快就證實了這一點。在首次宣布發現彗星後，S. Singer-Brewster、D. Schneeberger 和 M. Gallup在多份不同的報告中宣布了多項確認，這些報告在使用0.46米施密特望遠鏡拍攝的底片上發現了彗星15等的軌跡。這些照片來自帕洛瑪天文台的工作人員，他們使用1.5公尺反射鏡和CCD來觀測彗星。
這顆彗星繼續被追蹤和探測，科學家給出其軌道周期為8.6到8.8年。根據凱克天文台的觀測，彗星核心的半徑約為1.1公里，假設幾何反照率為0.04。

## 外部連結
- Image of 115P/Maury taken on September 20, 2011.

| 週期彗星                          | 週期彗星 | 週期彗星                 |
| --------------------------------- | -------- | ------------------------ |
| 前一顆彗星 114P/懷斯曼-史基福彗星 | 莫里彗星 | 後一顆彗星 威爾德4號彗星 |
| 週期彗星列表                      |          |                          |